# Ravine Cana
Die Ravine Cana ist ein kurzer Fluss an der Westküste von Dominica im Parish Saint Joseph.

## Geographie
Die Ravine Cana entspringt oberhalb der Steilküste von St. Joseph, verläuft nach Nordwesten und mündet nach wenigen hundert Metern zwischen St. Joseph und Mero ins Karibische Meer.
Während weiter südlich der St. Joseph River verläuft, schließt sich nach Norden das Einzugsgebiet des Méro Rivers an.